# Lyceum Theatre (Londres)
El Lyceum Theatre es un teatro localizado en la Ciudad de Westminster, Londres, Reino Unido. Con capacidad para 2100 espectadores, forma parte de los teatros del West End. Se encuentra en Wellington Street, junto a The Strand, desde 1765 y la construcción actual, proyectada por Samuel Beazley, fue inaugurada el 14 de julio de 1834.
Una reforma comandada por Bertie Crewe en 1904 alteró sustancialmente el interior, manteniendo sólo la fachada y el gran pórtico de Beazley. Un proyecto de restauración en 1996 bajo responsabilidad de la firma Holohan Architects marcó el retorno del uso de la construcción como teatro, después de largo tiempo utilizada como salón de baile.

## Actuacioness más conocidas
- Jesus Christ Superstar (19 de noviembre de 1996 – 28 de marzo de 1998)
- Oklahoma! (febrero a junio de 1999)
- El rey león (24 de septiembre de 1999-presente)